# Ninel' Krutova
Ninel' Vasil'evna Bezzabotnova, coniugata Krutova (in russo Нинель Васильевна Беззаботнова-Крутова?; Kiev, 3 gennaio 1926), è un'ex tuffatrice sovietica.

## Biografia
Ha rappresentato l'Unione sovietica ai Giochi olimpici di Helsinki 1952, Melbourne 1956 e Roma 1960.
All'Olimpiade disputata in Italia vinto la medaglia di bronzo nel concorso dei tuffi dal piattaforma 10 metri, concludendo la gara alle spalle della tedesca Ingrid Krämer e della statunitense Paula Myers-Pope.

## Palmarès
- Giochi olimpici

Roma 1960: bronzo nella piattaforma 10 m.;
- Campionati europei di nuoto

Budapest 1958: oro nel trampolino 3 m.;
Lipsia 1962: argento nella piattaforma 10 m.;